# Werner Bergmann (arbitre)
Pour les articles homonymes, voir Werner Bergmann (sociologue) et Bergmann.
Werner Bergmann est un ancien arbitre est-allemand de football, qui fut international de 1958 jusque dans les années 1960 et affilié à Hildburghausen. 

## Carrière
Il a officié dans des compétitions majeures:
- Coupe de RDA de football 1958 (finale) ;
- Coupe de RDA de football 1959 (finale) ;

```
*Coupe de RDA de football 1960 (finale).
```